# Epizoanthus abyssorum
Epizoanthus abyssorum is een Zoanthideasoort uit de familie van de Epizoanthidae. De wetenschappelijke naam van de soort is voor het eerst geldig gepubliceerd in 1885 door Verrill.